# Birger I de Suècia
Birger Magnusson (1280 - 31 de maig de 1321) fou rei de Suècia de 1290 a 1319. Era fill de Magnus III Magnus Ladulås i d'Eduvigis de Holstein.
Succeí al seu pare el 1290 durant la regència del conestable Forkel Knutson. Aquest governà el regne durant la seva minoria d'edat amb gran moderació i saviesa; estengué els seus dominis a Finlàndia, fundant Viborg el 1293 i manà redactar la llei d'Upland per Birger Persson; però a penes Birger prengué les regnes del govern el 1304, va permetre que tornessin a Suècia els seus dos germans, els ducs Eric i Valdemar, els quals es rebel·laren contra ell, i després de assassinar Knutson, el feren presoner per sorpresa a Hatuna i el tingueren tancat a Nyköping fins al 1308.
Reunits els reis i magnats dels tres regnes escandinaus a Helsingborg, conclourien el tractat de pau, per l'acord del qual hagué de cedir als seus germans quasi la meitat del seu regne. Alguns anys després (1317) invità els seus germans a una festa que donà a Nyköping, durant la qual els feu presoners, els tancà en un calabós del castell i els deixà morir de fam en venjança per la mort de Knutson i de la presó que havia sofert. El poble es revoltà contra ell, l'expulsaren del tron i ajusticiaren el seu innocent fill Magnus, i per això hagué de refugiar-se a Dinamarca, on morí.
El succeí el seu nebot Magnus Eriksson. La tràgica vida de Birger i del seu fill va inspirar diversos autors dramàtics, entre ells Beskow (1837), Josephson (1864) i Lindh (1864).